# Ngiemboon
Le ngiemboon est l'une des onze langues bamiléké du Cameroun, parlée au Cameroun dans la région de l'Ouest, le département des Bamboutos, l'arrondissement de Batcham, à l'ouest de l'arrondissement de Mbouda à Balatchi, également dans le département de la Menoua, au nord de Penka-Michel.
Ses dialectes sont le Bangang, le Batcham, le Balatchi, le Bamoungong et le Balessing.
En 2000, le nombre de locuteurs était estimé à 250 000.

## Écriture

### Alphabet
| Majuscules | Majuscules | Majuscules | Majuscules | Majuscules | Majuscules | Majuscules | Majuscules | Majuscules | Majuscules | Majuscules | Majuscules | Majuscules | Majuscules | Majuscules | Majuscules | Majuscules | Majuscules | Majuscules | Majuscules | Majuscules | Majuscules | Majuscules | Majuscules | Majuscules | Majuscules | Majuscules | Majuscules | Majuscules | Majuscules | Majuscules | Majuscules | Majuscules | Majuscules | Majuscules | Majuscules | Majuscules | Majuscules | Majuscules | Majuscules | Majuscules | Majuscules | Majuscules | Majuscules |
| ---------- | ---------- | ---------- | ---------- | ---------- | ---------- | ---------- | ---------- | ---------- | ---------- | ---------- | ---------- | ---------- | ---------- | ---------- | ---------- | ---------- | ---------- | ---------- | ---------- | ---------- | ---------- | ---------- | ---------- | ---------- | ---------- | ---------- | ---------- | ---------- | ---------- | ---------- | ---------- | ---------- | ---------- | ---------- | ---------- | ---------- | ---------- | ---------- | ---------- | ---------- | ---------- | ---------- | ---------- |
| A          | B          | C          | D          | E          | Ɛ          | F          | G          | H          | I          | J          | K          | L          | M          | N          | Ŋ          | O          | Ɔ          | P          | R          | Pf         | S          | Sh         | T          | Ts         | U          | Ʉ          | V          | W          | Ẅ          | Y          | Ÿ          | Z          | ʼ          |            |            |            |            |            |            |            |            |            |            |
| Minuscules |            |            |            |            |            |            |            |            |            |            |            |            |            |            |            |            |            |            |            |            |            |            |            |            |            |            |            |            |            |            |            |            |            |            |            |            |            |            |            |            |            |            |            |
| a          | b          | c          | d          | e          | ɛ          | f          | g          | h          | i          | j          | k          | l          | m          | n          | ŋ          | o          | ɔ          | p          | r          | pf         | s          | sh         | t          | ts         | u          | ʉ          | v          | w          | ẅ          | y          | ÿ          | z          | ʼ          |            |            |            |            |            |            |            |            |            |            |